# Kulturna pot Sveta Evrope
Kulturna pot Sveta Evrope, včasih imenovana tudi Evropska kulturna pot, je certifikat, ki ga Svet Evrope podeljuje mrežam, ki promovirajo skupno evropsko kulturo, zgodovino in spomin. Te poti se morajo ujemati tudi z nekaterimi temeljnimi vrednotami, ki jih spodbuja Svet Evrope, kot so demokracija, človekove pravice in medkulturne izmenjave v okviru kulturnega turizma.
Kulturna pot Sveta Evrope ni nujno fizična pot, ki jo je treba prehoditi, in jo lahko sestavljajo kulturni deležniki, kot so muzeji, občine ali lokalne vlade, združeni v eno krovno združenje. Podelitev naziva Kulturna pot Sveta Evrope odpira pot do večje prepoznavnosti, mreže kulturnih deležnikov ali celo financiranja. Program je sprožil Svet Evrope in ne Evropska unija, čeprav k temu prispeva. Posledica tega je, da program presega meje EU in celo Evrope nasploh – saj nekatere poti segajo vse do severne Afrike ali Bližnjega vzhoda.
Program je začel izvajati Svet Evrope leta 1987. Od leta 1998 ima sedež v Luksemburgu, na Evropskem inštitutu za kulturne poti (EICR). Od leta 2010 postopek ocenjevanja in podeljevanja certifikatov vodi razširjeni delni sporazum o kulturnih poteh (EPA).
Leta 2022 je bilo certificiranih 48 kulturnih poti, kot je navedeno spodaj.

## Zgodovina
Kulturne poti Sveta Evrope so orodja evropskega kulturnega sodelovanja, ki ga izvaja Svet Evrope z »Evropsko kulturno konvencijo« leta 1954.
23. oktobra 1987 je deklaracija iz Santiaga de Compostela vzpostavila romarske poti Santiaga de Compostele, prvo evropsko kulturno pot. Od te točke naprej je Svet Evrope postopoma uvedel certificiranje poti s kulturnim, socialnim ali zgodovinskim pomenom z namenom zbliževanja evropskih kultur in narodov. Merila za certificiranje so bila ves čas obstoja programa revidirana, nazadnje decembra 2013.
Evropski inštitut kulturnih poti (EICR) je bil ustanovljen leta 1998 po političnem dogovoru med Svetom Evrope in vlado Luksemburga. EICR je od takrat zadolžen za upravljanje programa Cultural Route, ki zagotavlja povezave med združenji Routes, svojo univerzitetno mrežo, Svetom Evrope in od leta 2010 statutarnimi organi EPA. Zavod zato organizira več letnih srečanj med deležniki programa, pomaga pri certificiranju novih kulturnih poti, vsaka tri leta ocenjuje certificirane poti ali promovira kulturne poti.
Decembra 2010 je Odbor ministrov Sveta Evrope sprejel resolucijo o vzpostavitvi razširjenega delnega sporazuma o kulturnih poteh (EPA). Namen tega sporazuma je bil olajšati financiranje in organizacijo programa. EPA ima sedež v EICR in občasno zbira predstavnike nekaterih držav, ki so bolj zainteresirane za program, ki so pooblaščeni za potrjevanje novih kulturnih poti in ocenjevanje že certificiranih poti.

## Seznam poti
To je seznam kulturnih poti Sveta Evrope po vrstnem redu njihove potrditve:
1. Romarske poti v Santiago De Compostela (1987)
2. Hansa (1991)
3. Vikinške poti (1993)
4. Via Francigena (1994)
5. Poti El legado andalusí (1997)
6. Evropske Mozartove poti (2002)
7. Feničanske poti (2003)
8. Pirenejska železna pot (2004)
9. Pot svetega Martina iz Toursa (2005)
10. Clunisjka mesta v Evropi (2005)
11. Poti oljčnega drevesa (2005)
12. Via Regia (2005)
13. TRANSROMANICA (2007)
14. Pot Iter Vitis (2009)
15. Evropska pot cistercijanskih opatij (2010)
16. Pot evropskih pokopališč (2010)
17. Prazgodovinske poti skalne umetnosti (2010)
18. Evropska pot zgodovinskih termalnih mest (2010)
19. Poti svetega Olava (2010)
20. Evropska pot judovske dediščine (2004)
21. Evropska pot keramike (2012)
22. Evropska pot megalitske kulture (2013)
23. Hugenotska in valdenška sled (2013)
24. ATRIUM - Arhitektura totalitarnih režimov 20. stoletja v evropskem urbanem spominu (2014)
25. Mreža Réseau Art Nouveau (2014)
26. Via Habsburg (2014)
27. Rimski cesarji in Donavska vinska pot (2015)
28. Po sledeh Roberta Louisa Stevensona (2015)
29. Destinacija Napoleon (2015)
30. Evropske poti cesarja Karla V. (2015)
31. Pot utrjenih mest Velike regije (2016)
32. Pot impresionizma (2018)
33. Via Charlemagne (2018)
34. Osvobodilna pot Evrope (2019)
35. Evropska pot industrijske dediščine (2019)
36. Destinacije Le Corbusierja: Arhitekturne promenade (2019)
37. Pot železne zavese (2019)
38. Poti reformacije (2019)
39. Evropska pot zgodovinskih vrtov (2020)
40. Via Romea Germanica (2020)
41. Enejeva pot (2021)
42. Pot Alvarja Aalta (2021)
43. Pot Cirila in Metoda (2021)
44. Evropska d'Artagnanova pot (2021)
45. Železnodobna donavska pot (2021)
46. Pot zgodovinskih kavarn (2022)
47. Evropska pravljična pot (2022)
48. Pot pisateljic (2022)